# Fibrado de espinores
Un fibrado de espinores es un fibrado vectorial asociado de tipo SO(p, q) sobre una variedad diferenciable M dotada con una tétrada de signatura (p,q) tal que su fibra es una representación espinorial de Spin(p, q) ("double cover" cubierta doble de SO(p, q)).
Los fibrados de espinores heredan una conexión de una conexión en el fibrado vectorial V (véase tétrada). Realmente, cuando p+q ≤ 3, hay algunas otras posibilidades de grupo de cubrimiento del grupo ortogonal y se pueden tener muy interesantes fibrados como fibrados anyónicos. 